# Mk 30型魚雷
Mk 30型魚雷是一種於飛機和潛艇發射的魚雷，由Brush公司(Brush Development Company)於第二次世界大戰期間研發。Mk 30型魚雷是因人們對於Mk 24型魚雷的聲波制導技術的憂慮而開發備用的。1943年，生產了3枚Mk 30型魚雷的工程樣板並進行試驗，成績令人滿意。因Mk 24型魚雷的聲波制導技術的成功，Mk 30型魚雷從未投產。